# GJ 1132b

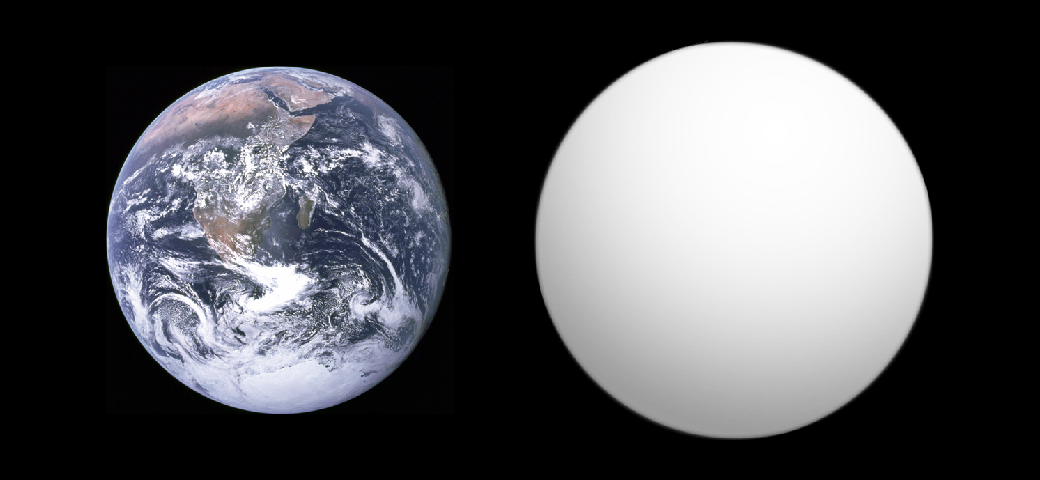
Порівняння розмірів GJ 1132b з розмірами Землі.

GJ 1132b або Глізе 1132 b екзопланета в системі червоного карлика Gliese 1132. Знаходиться на відстані 39  світлових років (12 парсек) від Землі.
Планета була виявлена в 2015 році групою астрономів з Гарвардського університету і Массачусетського технологічного інституту. Це  найближча до Сонячної системи екзопланета в Чумацькому Шляху. Вона дуже схожа на Венеру. Період обертання навколо своєї зірки - 1,6 дні на відстані 2300000 км. 
У 2017 році вчені Кільського університету опублікували дослідження, згідно з яким планета оповита товстим шаром газу - або метану, або водяної пари, або ж обох. Виявлення атмосфери на планеті, схожій на Землю, і з'ясування її характеристик - важливий крок у пошуках позаземного життя. Але дуже малоймовірно, що саме на цій планеті воно може існувати: температура на її поверхні сягає 370 °C.